# 北方氈狀地衣
北方氈狀地衣（學名Erioderma pedicellatum）是鱗葉衣科下一種中等大小的地衣。它們生長在大西洋海岸及阿拉斯加太平洋海岸潮濕森林的樹上。它們是最為瀕危的地衣之一。

## 特徵

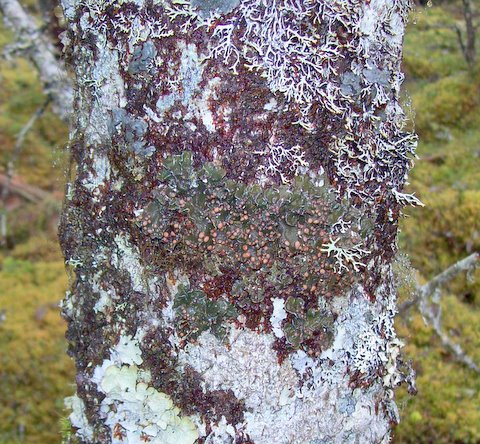
長在樹上的北方氈狀地衣。

北方氈狀地衣是一種多葉地衣，葉闊2-5厘米，有時直徑更可達12厘米。它們的表面有毛，乾時呈灰褐色，濕的則呈灰藍色。白面呈白色，邊緣向上捲曲，看上去彷彿有一條白邊。它們與北美洲另外兩種毛面衣屬不同，並沒有粉芽，反而在表面有細小及紅褐色的子囊盤。

## 分類及命名
北方氈狀地衣最先是由法羅（William Gilson Farlow）於1902年在加拿大新不倫瑞克省的夏洛特縣發現。原先這種地衣被認為是屬於鱗葉衣屬。直至1972年它們才被重新鑑定及分類到毛面衣屬中。它們在此屬內十分獨特，具有子囊盤與及生長在樹上。

## 分佈及生態
北方氈狀地衣是大西洋兩岸種，在挪威、瑞典、加拿大的新不倫瑞克省、新斯科舍省及紐芬蘭曾一度很豐富。在阿拉斯加最近發現了一小群，令它們的分佈地得已擴大。它們現已從挪威及瑞典和大部份加拿大大西洋省份中消失，在新斯科舍省於2009年就餘下少於200株。在紐芬蘭餘下的三個棲息地對它們的生存及保育具有重大的影響。
北方氈狀地衣生長在陡坡的樹幹及樹枝上。在胶冷杉很多時可以見到它們，另外有時也會長在黑雲衫、白雲杉、北美紅楓或山紙皮樺上。它們不會正接長在樹皮上，很多時都與Frullania asagrayana這種苔有關。
北方氈狀地衣每年可以生長11-14毫米，其種群橫跨達30年。共生的偽枝藻屬光合生物令它們對酸雨及其他污染物特別敏感。它們需要較冷及潮濕的海洋性氣候及開放的冠層來生長，並會隨樹木一同枯萎。大量伐林造成的微氣候轉變也會令它們死亡。
東加拿大潮濕地區老齡的香脂冷杉森林可以維持冠層上千年，很是適合北方氈狀地衣的生長及種群的生成。雖然環境適合，但卻未有發現它們的生長。

## 互惠共生
北方氈狀地衣是與偽枝藻屬是共生的，能夠進行固氮作用。它們可能也與Frullania asagrayana這種苔有共生關係。北方氈狀地衣會在Frullania asagrayana的水囊中吸收偽枝藻屬，並要5-10年的時間來成長才達可見的程度。苔亦會因固氮而有所得益。這種複雜關係顯示它們之間的生態平衡十分精細，很易受到伐林、空氣污染及其他因素的影響。

## 保育狀況
北方氈狀地衣現時被加拿大瀕危野生動物現狀調查委員會（COSEWIC）列為瀕危，而國際自然保護聯盟亦將之列為極危。
北方氈狀地衣的兩個種群現正在受保護地區中生長，其中一個保護區更是特別為它們而設。不過由於空氣污染及入侵的草食性動物的影響，它們的數量仍然在下降。

## 外部連結
- Newfoundland Lichen Education and Research Group
- Memorial University NL Nature project（页面存档备份，存于）
- Salmonier Nature Park
- ARKive